# Filles du Roy
Pour le film d'Anne Claire Poirier, voir Les Filles du Roy

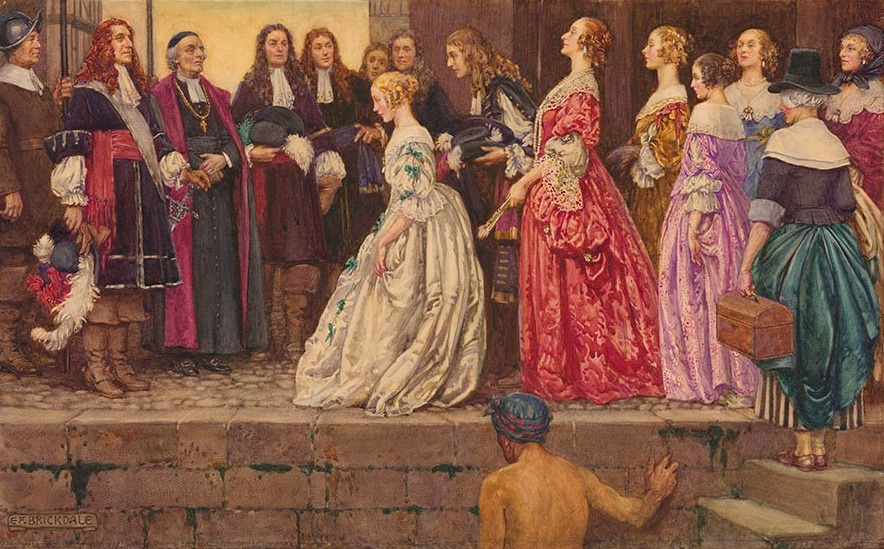
Arrivée des filles du Roy à Québec, reçues par Jean Talon et Mgr Laval, vue par Eleanor Fortescue-Brickdale (1872-1945).

Les Filles du roi (ou « Filles du Roy », selon la graphie de l'époque) sont des jeunes femmes, appelées aussi « filles à marier », qui ont émigré en Nouvelle-France, sous la tutelle du roi Louis XIV. De 1663 à 1673, près de 800 d'entre elles ont quitté la France par bateau pour se rendre en terre promise, s'y marier, y fonder un foyer et établir une famille pour coloniser le territoire.
La Nouvelle-France du XVIIe siècle, sous le règne de Louis XIV, se consacre surtout à des activités en lien avec le commerce de fourrures. Avec seulement 6,3 % de femmes, la population est principalement composée d’hommes, et l'écart entre les sexes ne fait que se creuser. En échange d’un monopole sur la traite des fourrures, une politique d’augmentation de la démographie est mise en place à court terme. L’objectif est de rétablir la parité entre les sexes en l’espace de 15 ans en faisant venir des femmes de France. Une campagne de recrutement pour trouver de jeunes filles à marier s’amorce dans plusieurs régions de la France (mais également de l’Allemagne, de l’Angleterre, de la Belgique, du Portugal et de la Suisse). Celles-ci sont recrutées de façon volontaire. Les femmes sont principalement issues de milieux pauvres et sont en quête de meilleures conditions socio-économiques. Comme le roi fournit une dot et couvre les dépenses de leurs déplacements vers la Nouvelle-France, environ 770 jeunes femmes arriveront à Québec entre 1663 et 1673. En moyenne, les jeunes filles se marient en l’espace de 5 mois. Leur arrivée sera à l’origine de 606 mariages. Ces derniers porteront leurs fruits avec un rétablissement de la parité hommes-femmes et une augmentation de la démographie en l’espace de 10 ans avec plus de 4500 naissances.

## Origines du terme
Le terme « Filles du Roy » fut employé pour la première fois seulement en 1698, dans les écrits de Marguerite Bourgeoys, sainte catholique emblématique de Montréal. Entre 1663 et 1673, période d'arrivée des Filles du roi, c'est le terme « filles à marier » qui est utilisé : c'est le terme commun à toutes les vagues d'immigration de jeunes filles.
L’expression « Filles du Roy » sous-entend que ces immigrantes étaient les pupilles de Louis XIV et qu'à titre de protecteur, celui-ci suppléait aux devoirs de leur père naturel en veillant sur elles et en les dotant. C'est en effet la Couronne française qui se charge des dépenses liées au transport et à l'établissement des Filles du roi, en plus de leur octroyer une dot de 50 livres afin qu'elles puissent se marier une fois arrivées en Nouvelle-France,. Les jeunes femmes sont encouragées à se trouver un mari rapidement afin de peupler le territoire. Pour ce faire, le roi Louis XIV applique le « présent du roi », soit une somme de 20 livres accordée aux hommes mariés de moins de 20 ans ainsi qu'aux femmes mariées de moins de seize ans.

## Histoire

### Contexte: un débalancement démographique en Nouvelle-France
Au XVIIe siècle, les activités commerciales de la Nouvelle-France, colonie française d’Amérique du Nord, sont encore axées sur l'exploitation du commerce des fourrures. Ce commerce se fait alors sous l'impulsion de la compagnie des Cent-Associés, aussi appelée Compagnie de la Nouvelle-France. Fondée le 6 mai 1628 par le biais d'un édit royal, cette compagnie de commerce obtient de la Couronne française le monopole de la traite des fourrures. En échange, elle doit faire passer de 200 à 300 le nombre d'hommes sur le territoire dès 1628 et à 4 000 le nombre de personnes des deux sexes en 15 ans.
Pendant les quarante ans d'existence de la compagnie des Cent-Associés, la majorité des habitants de la colonie restent toutefois des hommes: coureurs des bois, commerçants ou encore militaires. En 1665, pour ne rien arranger, la proportion d'hommes augmente encore plus avec l'arrivée du régiment de Carignan-Salières. En 1666, on dénombrait dans la colonie 719 célibataires masculins âgés de 16 à 40 ans pour seulement 45 filles célibataires dans la même tranche d'âge. 
La Fondation de Ville-Marie en 1642 permet l'arrivée de quelques femmes dans la colonie et, de 1634 à 1663, plus de 200 filles célibataires étaient venues s'établir en Nouvelle-France (les « filles à marier »). Ce n'est toutefois pas suffisant pour pallier le déséquilibre démographique. Le 24 février 1663, la compagnie des Cent-Associés est dissoute à la demande du roi Louis XIV, qui reprend le contrôle de la colonie par le biais d'un Conseil souverain : l'effort de peuplement de la Nouvelle-France est alors véritablement amorcé.

### Recrutement

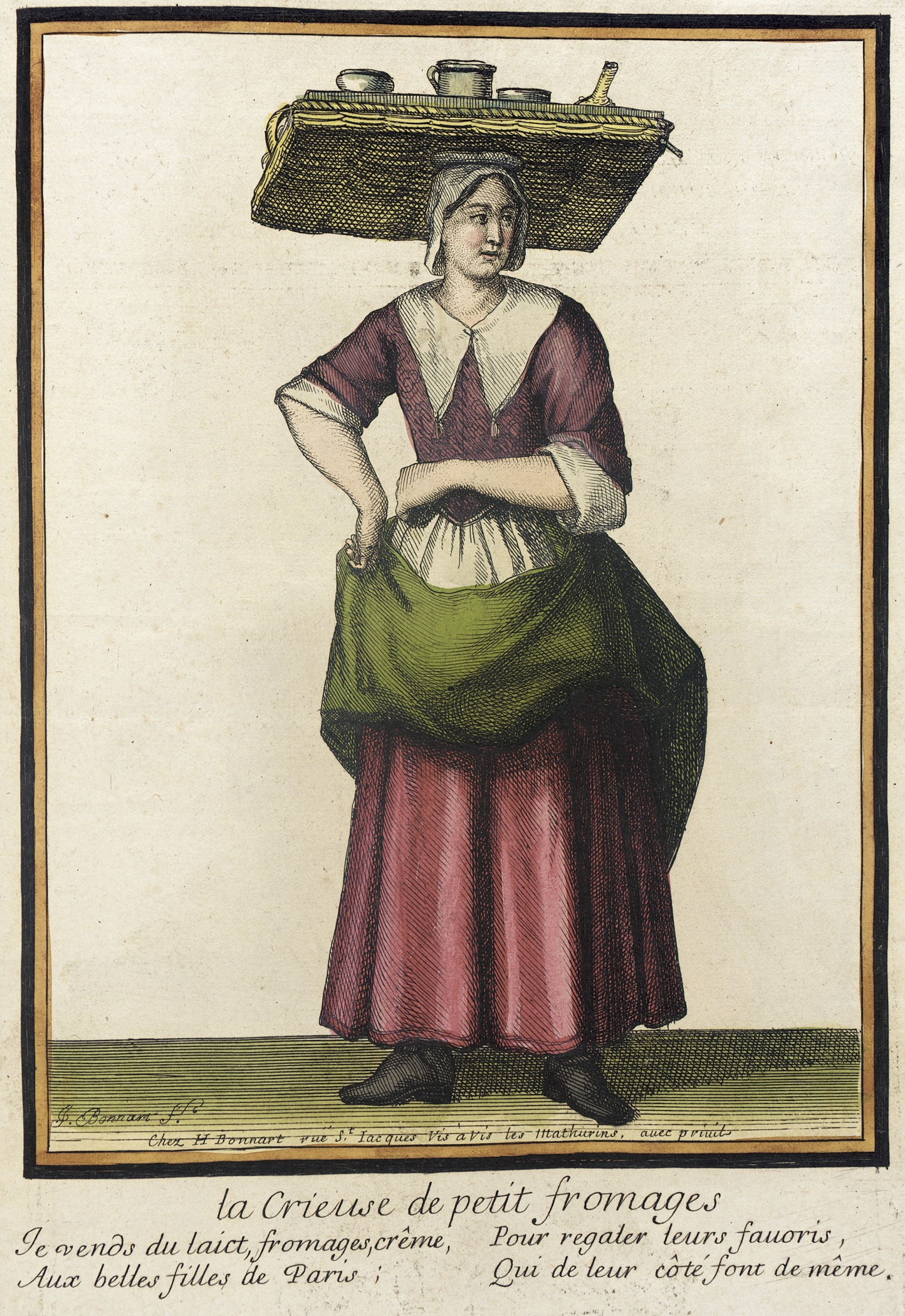
La crieuse de petits fromages, illustrant le costume d'une femme du peuple en France, vers 1675-1685, illustré par Henri Bonnart.

C'est Jean-Baptiste Colbert, principal ministre d'État de Louis XIV, qui est à la tête du recrutement des Filles du roi: il promet dix livres par recrue à des embaucheurs, des marchands et des armateurs. Ces derniers sillonnent alors le royaume de France à la recherche de candidates. Ils recrutent des jeunes filles dans les maisons de charité ou encore les hôpitaux généraux de Paris, La Rochelle, Rouen ou encore Dieppe. Plus du tiers des Filles du roi sont issues de la Salpêtrière, un hôpital parisien destiné à soutenir les miséreuses et les exclues. Les maisons de charité, financées par l'État et tenues par des religieuses, ont été créées dans l'objectif de venir en aide aux jeunes filles veuves ou orphelines (près du deux tiers des Filles du roi le sont de père, de mère ou des deux parents). Ainsi, la majorité des Filles du roi sont issues de milieux modestes, voire pauvres.  
Le clergé français contribue également de façon soutenue à l'effort de recrutement. Les curés sont au cœur du processus, à l'image du curé de la paroisse Saint-Sulpice, Monsieur de Bretonvilliers, qui recrute 46 des 327 Filles du roi issues de Paris. Bien que Louis XIV désire une Nouvelle-France catholique, certaines jeunes femmes recrutées sont protestantes. Si leur foi est découverte, ces dernières doivent se convertir en arrivant en Amérique du Nord si elles veulent se marier (à l'image de Marthe Quitel en 1665 et Catherine Basset en 1667).    
Bien que la question soit encore matière à débat, les sources disponibles semblent indiquer que les Filles du roi ont volontairement quitté la France. Issues de classes modestes à une époque où la sécurité sociale n'existe pas, elles peuvent bénéficier du financement de l'État, notamment pour se marier et éventuellement obtenir une terre. Les Filles du roi quittent donc vers la Nouvelle-France dans l'espoir d'accéder à de meilleures conditions socio-économiques.

### Le voyage vers l'Amérique
Les premiers contingents de Filles du roi sont transportés dans les vaisseaux du roi de France (c'est la Compagnie française des Indes occidentales qui s'en charge à partir de 1665). On assigne à chaque contingent des femmes « bien recommandées », chargées de maintenir une discipline rigoureuse et de s'assurer que la pénible traversée de trois mois vers la Nouvelle-France se déroule bien.

### Arrivée des Filles du Roi en Nouvelle-France
C'est le 22 septembre 1663 qu'arrivent les premières Filles du roi dans le port de Québec. La ville compte alors 800 habitants et elles sont accueillies par le Conseil souverain, le curé Henri de Bernières et Marie Madeleine de La Peltrie, une amie de Marguerite Bourgeoys. Celles qui s'établissent à Montréal sont accueillies par Marguerite Bourgeoys elle-même. 
Les Filles du roi ne choisissent pas nécessairement leurs prétendants mais les sources indiquent que 15% des premiers contrats de mariages sont annulés, ce qui laisse penser qu'elles avaient la possibilité de refuser un mari. Pour favoriser les unions, des dots royales sont octroyées entre 1667 et 1673. Bien que les Filles du roi reçoivent toutes l'aide de la Couronne d'une manière ou d'une autre (transport, terres, etc.), seule la moitié reçoit une dot royale. Sur les 606 contrats de mariage signés par des Filles du roi, 250 en font une mention claire. 

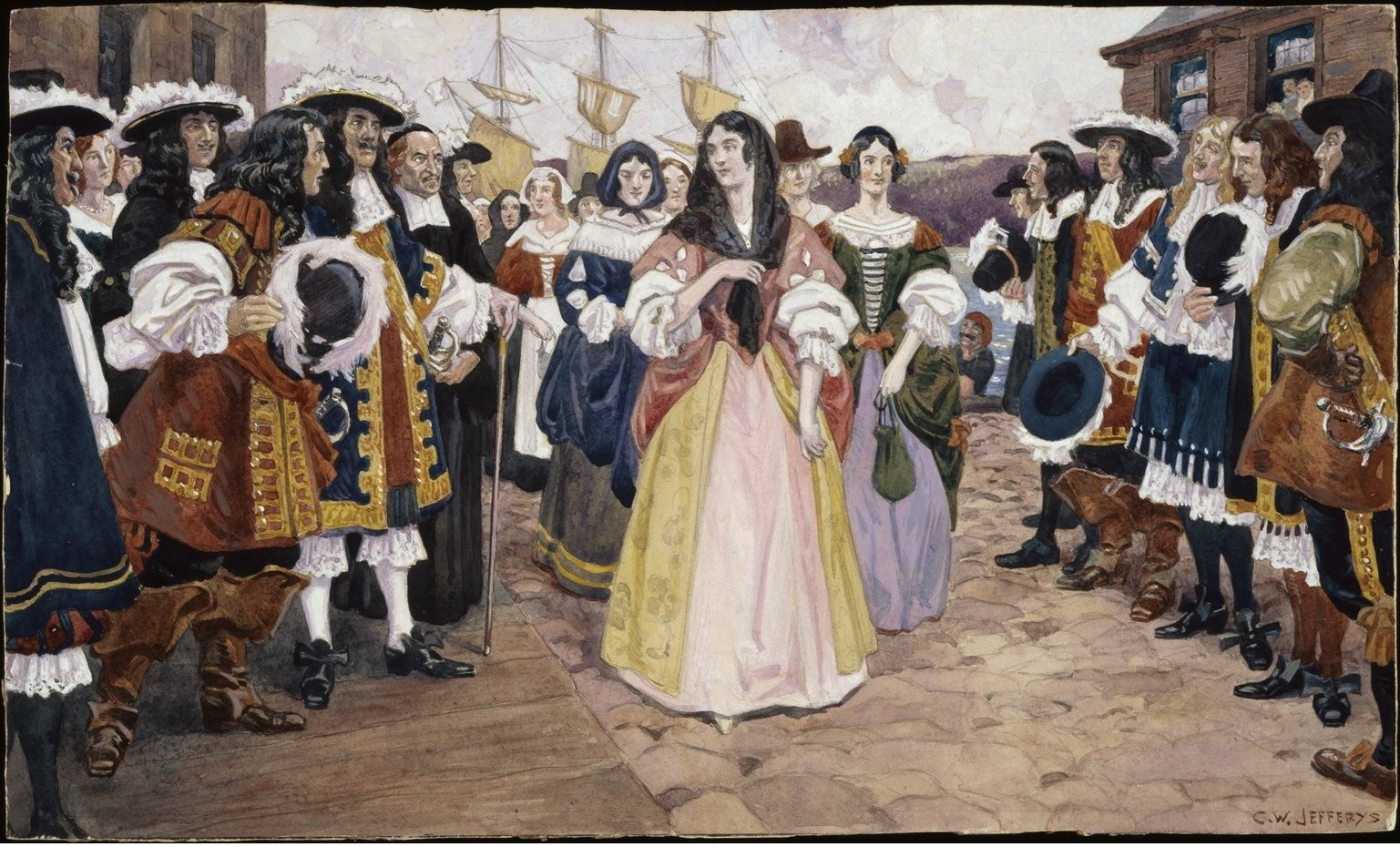
L’arrivée des filles du roi en 1667, vue par l'illustrateur Charles William Jefferys (1869-1951).

Les dots conventionnelles étaient généralement constituées de meubles, d’articles de ménage, d’argent, de terres ou d’autres biens reçus en héritage. S’ajoutait parfois à ces éléments qui ont été identifiés au contrat de mariage, la perspective d’un héritage à venir. Généralement, quel que fût leur sexe, tous les enfants d’un couple ont droit à une part égale de l’héritage familial. Même la plus pauvre des filles pouvait compter sur des biens qui, s’ils ne lui appartenaient pas au moment de l’engagement, pouvaient venir plus tard, un jour, enrichir le patrimoine de la famille qu'elle s’apprêtait à fonder. Si elles n’éprouvaient généralement pas de difficulté à se trouver un mari, quelques-unes en rencontraient dans l’adaptation à la vie quotidienne en Nouvelle-France. Selon Marie de l'Incarnation, cela s'explique par le fait qu'elles sont issues de milieux citadins, peu adaptées au travail de la terre. 
En moyenne, les Filles du roi se marient en un peu moins de cinq mois. Elles cherchent alors des hommes ayant une maison ou une terre. Les colons, quant à eux, choisissent les femmes les mieux portantes pour le travail de la ferme. On les présente alors les uns aux autres lors de soirées organisées. Arrive ensuite l’étape du notaire, puis celle du mariage à l’église.
Ainsi, entre 1663 et 1673, plus de 770 jeunes femmes parties de France débarquent à Québec, envoyées par Louis XIV pour contribuer au peuplement de la Nouvelle-France. Durant cette période, 4500 naissances sont attribuables aux Filles du roi, faisant tripler la population de la Nouvelle-France et rétablissant l'équilibre démographique .

## Composition

### Origines socio-économiques
De nombreux mythes quant à l'identité des Filles du roi ont subsisté à travers les époques. Les plus persistants concernent les mœurs de ces protégées du roi de France :
« L'une d'elles [fausseté historique] concerne la qualité morale des immigrants, surtout de sexe féminin, qui se sont établis en Nouvelle-France de 1634 à 1673. [...] Cette déformation d'un facteur primordial de l'histoire du Canada repose uniquement sur une calomnie colportée en France par des rimailleurs et des publicistes mal informés, puis reprise et amplifiée par des voyageurs et des fonctionnaires qui séjournèrent dans la Nouvelle-France, sans en connaître les mœurs ni avoir été témoins de l'immigration dont ils parlent. Elle avilit les origines du peuple canadien-français, en les décrivant bien différentes de ce qu'elles ont été en réalité ».
En effet, dans l'imaginaire collectif, des rumeurs persistantes sous-entendent que les Filles du roi étaient des prostituées. Selon l'historienne Danielle Pinsonneault, ces mythes prennent racine dans un dédain de la bourgeoisie française de l'époque pour les classes inférieures et des stéréotypes vis-à-vis de l'Amérique. Pinsonneault estime que les historiens ont balayé ces mythes en relevant la « fécondité incroyable » des Filles du roi. Cette prolifique fertilité aurait été impossible si elles avaient été atteintes de maladies vénériennes, courantes chez les « filles publiques » de l'époque. 
Parmi elles, quelques « beaux partis » étaient destinés aux officiers du régiment de Carignan-Salières ou aux célibataires d’origine bourgeoise ou noble. C’étaient des « demoiselles ». Leur nombre, puisqu'on souhaitait surtout l’apport de femmes robustes et aptes au travail, était mesuré. Au total, moins d’une cinquantaine de Filles du roi appartenaient à cette élite. Entre leur arrivée à Québec et leur mariage, les Filles du roi étaient placées sous la protection de religieuses, de veuves ou de familles. Elles y étaient logées et nourries[réf. nécessaire].
La plupart des Filles du roi étaient des célibataires d’origine modeste, mais on dénombre quelques filles de haut rang, parfois de la petite noblesse. Bon nombre étaient issues de familles terriennes, plusieurs étaient orphelines. Parmi elles se sont glissées quelques veuves dont certaines avaient déjà donné naissance à un enfant[réf. nécessaire].

### Origines géographiques
La moyenne d'âge des Filles du roi est de 24 ans. La plupart d'entre elles viennent de l'Île-de-France, des alentours de Paris ou des provinces de l'ouest de la France (Aunis, Saintonge, Poitou et Touraine). Bien que la plus grande partie du groupe soit d’origine française, on y trouve également quelques femmes issues d’autres peuples. Certaines sont originaires d'Allemagne (Marie Vanzègue, 1673), de l'Angleterre (Catherine de Lalore, 1671), de Belgique (Marie-Anne Bamont, 1673) du Portugal (Espérance Du Rosaire, 1668) ou encore de la Suisse (Barbe Duchesne, 1671). 
| Province et lieu d'origine          | Nombre |
| ----------------------------------- | ------ |
| Île-de-France, Orléanais, Beauce    | 322    |
| Normandie                           | 120    |
| Poitou, Aunis, Saintonge, Angoumois | 96     |
| Brie, Champagne                     | 49     |
| Picardie, Artois                    | 27     |
| Anjou, Touraine, Berry              | 17     |
| Bretagne                            | 13     |
| Maine, Perche                       | 7      |
| Province diverses                   | 38     |
| Lieux d'origine inconnus            | 82     |
| Pays étrangers                      | 3      |
| Total                               | 774    |

## Dans la culture populaire
- La Saga des filles du Roy - Premier tome : La traversée (2022), roman de Jacques Langlois.

- Filles du Roy et Devancières venues s'établir à Boucherville (2019), monographie de Michelle Turcotte Roy dans la collection Société d'histoire des Îles-Percées.

- Les Filles du roi au XVIIe siècle (2013), essai d'Yves Landry.

- Eugénie, fille du Roy (2012), roman de René Forget.

- Jeanne, fille du Roy (2003), roman de Suzanne Martel.

- Les Filles du Roy (1974), film documentaire réalisé par Anne Claire Poirier.

- Les Filles du Roi (1998) et Les Filles du Roi II : sur les plaines d'Abraham (1999), romans historiques de Colette Piat.

## Hommages
Afin de souligner leur apport dans l’histoire du Québec, plusieurs hommages furent dressés pour rappeler les Filles du Roy. Dans la ville de Trois-Rivières et dans le Vieux-Québec, des plaques commémoratives sont installées en leur honneur. Il est aussi possible de retrouver de telles plaques dans le parc Le Ber à Montréal, voisin de la maison Saint-Gabriel, sur lesquelles sont inscrits les noms des Filles du Roy et de leurs conjoints. Une grande murale représentant des Filles du Roy est également peinte sur l'un des murs de l’école secondaire Saint-Gabriel, qui se trouve tout près du parc et de la maison.
Il existe aussi dans le Vieux-Montréal depuis 1964 le restaurant les Filles du Roy, au coin des rues Saint-Paul et Bonsecours, près de la petite chapelle Notre-Dame-de-Bon-Secours fondée par sainte Marguerite Bourgeoys, justement responsable des nouvelles-venues qui cherchaient mari. De plus, une bière artisanale, nommé la Blonde de Chambly d'Unibroue, est brassée en l'honneur des femmes ayant fait la grande traversée.
L'année 2013 a marqué le 350e anniversaire de l'arrivée des Filles du Roy en Nouvelle-France. L'évènement fut souligné dans plusieurs municipalités du Québec. À Montréal, la Maison Saint-Gabriel est le carrefour des fêtes de commémoration,. La ville de Rouen a participé à cette célébration par la pose d'une plaque, le 7 juin 2013, au sein du quartier Croix de Pierre ; le lendemain, c'est dans la ville de Dieppe qu'une plaque est apposée sur la porte des Tourelles avec la mention du Consulat Général de France à Québec et de la Commission Franco-Québécoise sur les lieux de mémoires communs.
Un parc a été nommé en leurs honneurs, dans la ville de Québec, en 2007.

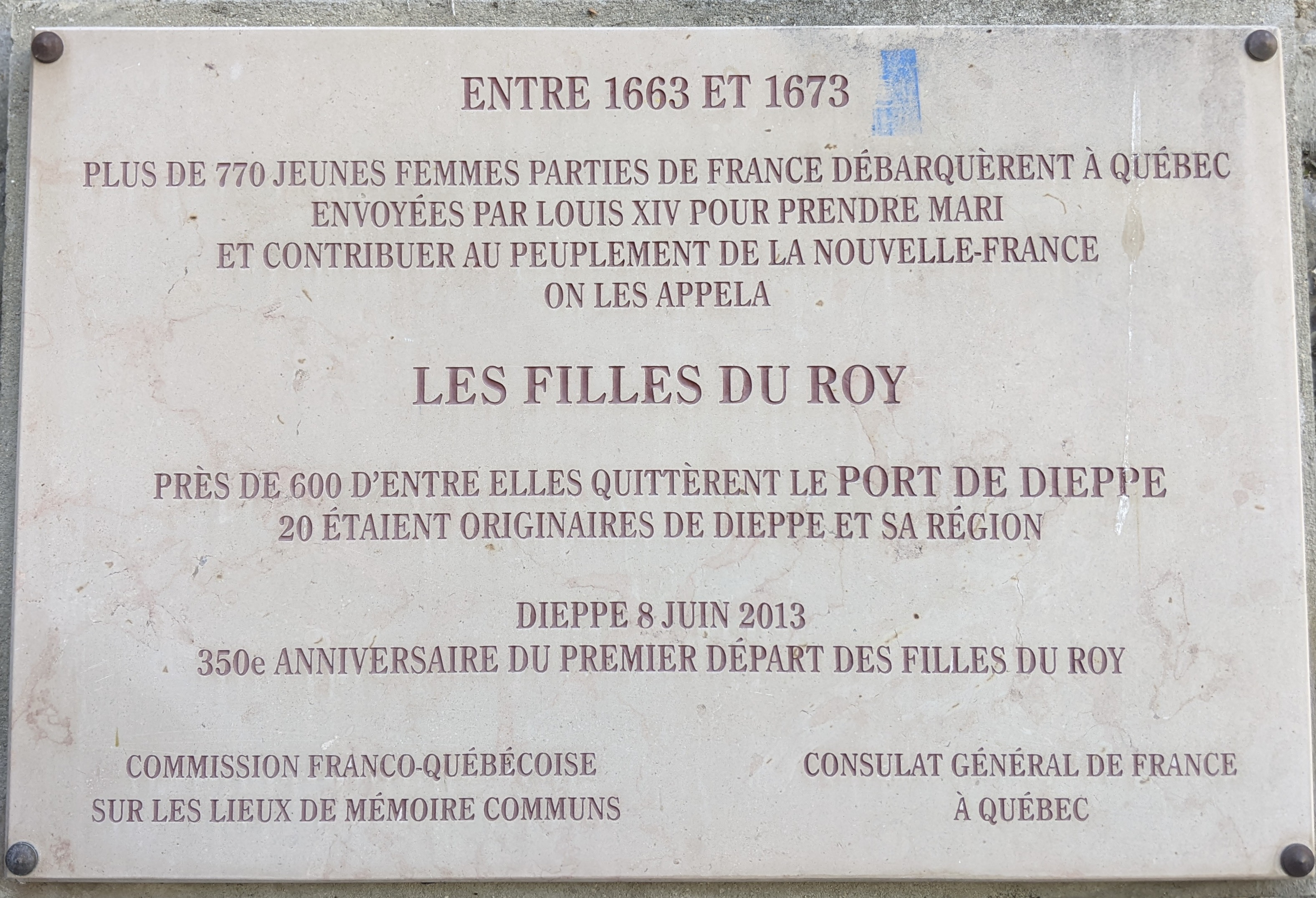
Plaque commémorative à Dieppe.
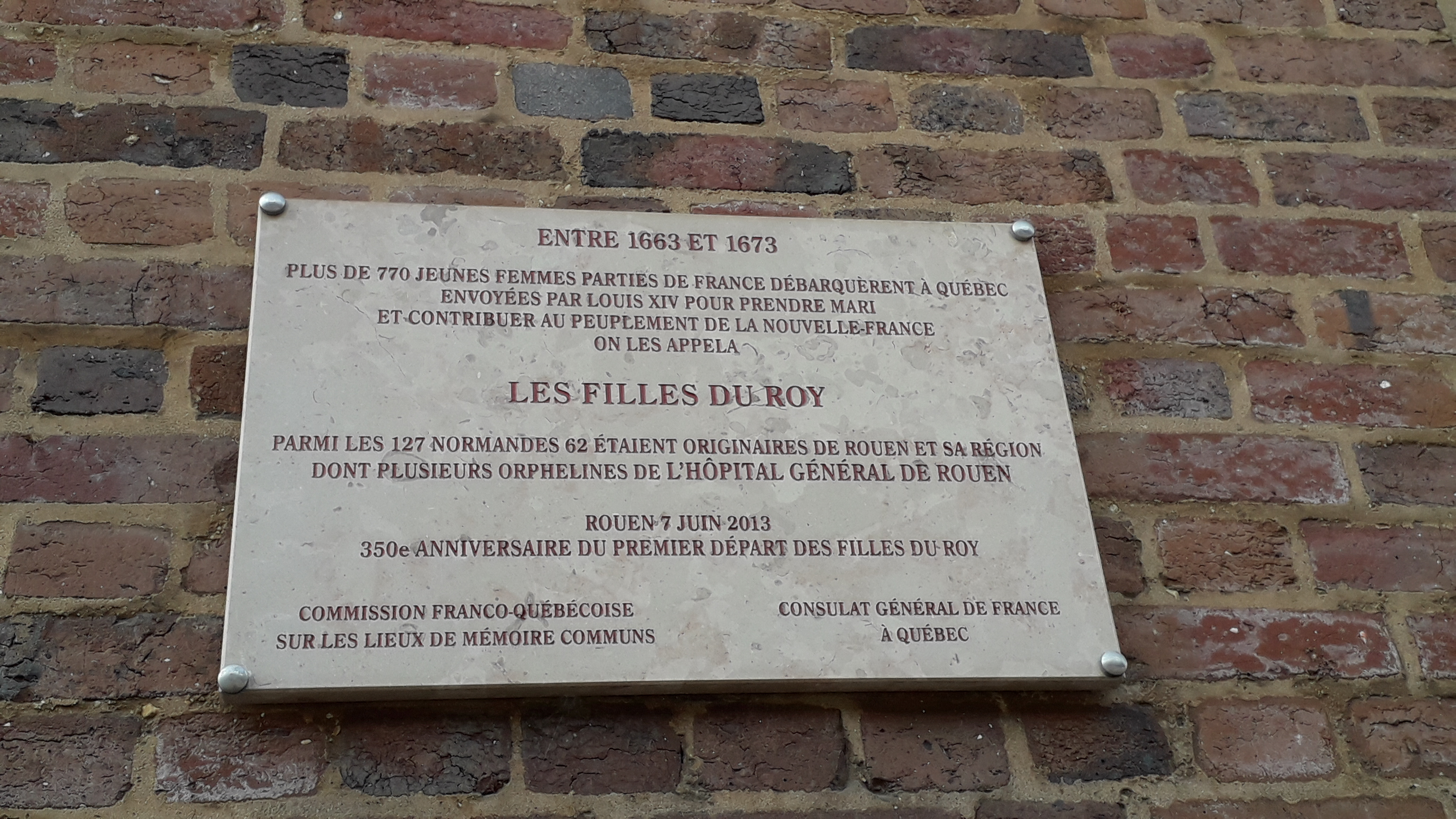
Plaque commémorative à Rouen.
Logo du 350e anniversaire de l'arrivée des premières Filles du Roi à Québec.

### Ouvrages
- Société d'histoire des Filles du Roy, Les Filles du Roy : pionnières de Montréal, Québec, Éditions du Septentrion, 2017, 684 p. (ISBN 978-2-89448-895-9, présentation en ligne)
- Irène Belleau (dir.), Les Filles du Roy de 1663 : recueil de biographies des 36 premières Filles du Roy arrivées en Nouvelle-France, Québec, Société d'Histoire des Filles du Roy, 2015, 242 p. (ISBN 978-2-9812630-1-8)
- Yves Landry, Orphelines en France, pionnières au Canada : les Filles du roi au XVIIe siècle : suivi d'un Répertoire biographique des Filles du roi, Montréal, Bibliothèque québécoise, 2013 (1re éd. 1992), 276 p. (ISBN 978-2-89406-340-8)
- Paul-André Leclerc, L'émigration féminine vers l'Amérique française aux XVIIe et XVIIIe siècles, Lapocatière, Musée François-Pilote, 2008, 328 p.
- (en) Peter J. Gagné, King's daughters and founding mothers : the Filles du roi, 1663-1673, Pawtucket, Quintin Publications, 2003, 664 p.
- Robert Larin, Brève histoire du peuplement européen en Nouvelle-France, Sillery, Éditions du Septentrion, 2000, 230 p. (ISBN 978-2-89448-155-4, présentation en ligne)
- Marie-Louise Beaudoin, Les Premières et les Filles du Roi à Ville-Marie, Montréal, Maison Saint-Gabriel, 1996, 4e éd. (1re éd. 1969), 71 p. (ISBN 2-9803280-0-6)
- Gustave Lanctôt, Filles de Joie ou Filles du Roi : étude sur l’émigration féminine en Nouvelle-France, Montréal, Éditions du Jour, 1964, 156 p.
- Silvio Dumas, Les filles du Roi en Nouvelle-France : étude historique avec répertoire biographique, Québec, Société historique de Québec, 1972, 382 p.
- Les Filles du Roy, pionnières de la Seigneurie de La Prairie (2019), ouvrage de par la Société d'histoire des Filles du Roy.
- Filles du Roy et Devancières venues s'établir à Boucherville (2019), monographie de Michelle Turcotte Roy dans la collection Société d'histoire des Îles-Percées.

### Articles, chapitres
- Danielle Pinsonneault, « Les Filles du Roy (1663-1673) », sur fondationlionelgroulx.org, septembre 2016
- Marcel Fournier, « Des Filles du roi qui n’en sont probablement pas? », Mémoires de la Société généalogique canadienne-française,‎ automne 2014, p. 227–232
- Yoann Sionneau et Martin Fournier (collab.), « Filles du roi, mères de la nation québécoise », L’Encyclopédie du patrimoine culturel de l’Amérique française,‎ 2014 (lire en ligne)
- Marie-Ève Gingras, « Les filles du roi : mythes, réalités et représentations », Cap-aux-Diamants,‎ été 2013, p. 19-22 (lire en ligne)
- Tom Wien; Suzanne Gousse, « Filles du roi » dans L'Encyclopédie canadienne, Historica Canada, 1985–.   (consulté le 21 septembre 2019).
- David Gilles, « Les filles du roi en Nouvelle-France : administrer une politique de peuplement colonial sous l’Ancien régime », dans Patrick Charlot et Eric Gasparini (dir.), La femme dans l’histoire du droit et des idées politiques, Dijon, Éditions universitaires de Dijon, 2008, 240 p. (ISBN 978-2915611007), p. 29-59
- David Gilles, « La condition juridique de la femme en Nouvelle-France : essai sur l’application de la Coutume de Paris dans un contexte colonial », Cahiers aixois d’histoire des droits de l’outre-mer français,‎ 2002, p. 77-125
- Yves Landry, « Les filles du roi et les soldats du régiment de Carignan-Salières », Cap-aux-Diamants,‎ été 1993, p. 24-27 (lire en ligne)
- François Caron, « Des châtelains de Saint-Omer à Céline Dion ou Catherine de Baillon : un trait d’union entre Artois et Amérique », L'Oreiller du Roy,‎ 2009 (lire en ligne)
- François Caron, « Parentèle d'une Fille du Roy : Catherine de Baillon », Working paper,‎ 2024 (lire en ligne)
- François Caron, « Parentèle d'une Fille du Roy : Mathurine Thibault », Working paper,‎ 2024 (lire en ligne)

### Mémoires, thèses
- Sophie Desportes, La contribution démographique et génétique des Filles du roi à la population québécoise contemporaine (mémoire de maîtrise), Chicoutimi et Québec, UQÀC et Université Laval, 2018, 109 p. (lire en ligne)
- Rose Pelletier Lewis, "Filles du roi et Filles de la cassette" : L’immigration féminine au Canada (1663-1673) et en Basse-Louisiane (1710-1730) (mémoire de maîtrise), Sherbrooke, Université de Sherbrooke, 2017, 114 p. (lire en ligne)

### Audiovisuel
- Danielle Pinsonneault, (invitée) et Éric Bédard (animateur), «Les Filles du Roy (1663-1673)», 1re rencontre de la série Figures marquantes de notre histoire, MAtv, 20 septembre 2016. (en ligne)
- Société d'histoire des Filles du Roy, Hommage aux mères de la nation : coffret souvenir des célébrations, 1663-2013, Montréal, Les Films du 3 mars, 2016, 3 disques DVD.
- Éric Bédard (invité), Jacques Beauchamp (animateur), «Les Filles du roi, mères de la nation québécoise», à l'émission de radio Aujourd'hui l'histoire, Radio-Canada, 14 octobre 2015 (en ligne)
- Michel Belleau, Colloque sur les filles du Roy : mères de la nation québécoise!, Québec, ABLA, 2009, 2 disques DVD.
- Anne Claire Poirier, Les Filles du Roy, Montréal, ONF, 1974, 56 min. (en ligne)

### Roman
Liste non exhaustive de romans et de romans historiques qui portent sur le thème des Filles du roi.
- Langlois, Jacques, La Saga des filles du Roy - Premier tome : La traversée, 2022.
- Madeleine Arnold-Tétard, Les filles du roi (roman), Vanves-France, Éditions du Bout de la rue, 2017, 298 p. (ISBN 978-2-37609-019-9)
- Nathalie Lagassé, Tel était leur destin, t. 2 : Les racines d'un village, Montréal, Hurtubise, 2017, 480 p. (ISBN 978-2-89723-908-4)
- Nathalie Lagassé, Tel était leur destin, t. 1 : De l'autre côté de l'océan, Montréal, Hurtubise, 2016 (ISBN 978-2-89723-754-7)
- Aimie K. Runyan, Promised to the crown, New York, Kensington Books, 2016, 354 p. (ISBN 978-1-4967-0112-1)
- Sergine Desjardins, Marie Major : roman historique inspiré de la vie d'une Fille du roi dont l'époux, Antoine Roy dit Desjardins, fut assassiné, Laval, Guy Saint-Jean éditeur, 2015, 484 p. (ISBN 978-2-89455-917-8)
- Mario Bergeron, Le pain de Guillaume : destin, courage et grand amour à l'époque de la Nouvelle-France, Salaberry-de-Valleyfield, Marcel Broquet, 2015, 396 p. (ISBN 978-2-89726-227-3)
- Colette Piat, Les Filles du roi, vol. 2 : Dans les Plaines d'Abraham, Montréal, Éditions Québec-Livres, 2013 (1re éd. 1999), 297 p. (ISBN 978-2-7640-2119-4)
- Colette Piat, Les Filles du roi, vol. 1, Montréal, Éditions Québec-Livres, 2013 (1re éd. 1998), 259 p. (ISBN 978-2-7640-2118-7)
- Bernard Morasin, Elles étaient les filles de La Rochelle : Les mères de la nation québécoise, Cressé, Éditions des Régionalismes, 2013, 169 p. (ISBN 978-2-8240-0034-3)
- Suzanne Desrochers (trad. de l'anglais par Lori Saint-Martin et Paul Gagné), La fiancée de la Nouvelle-France, Montréal, Hurtubise, 2012, 336 p. (ISBN 978-2-89647-939-9)
- René Forget, Eugénie, t. 4 : Cassandre, de Versailles à Charlesbourg, Montréal, Éditions Michel Brûlé, 2008, 512 p. (ISBN 978-2-89485-426-6)
- René Forget, Eugénie, t. 3 : Cassandre, fille d’Eugénie, Montréal, Éditions Michel Brûlé, 2007, 536 p. (ISBN 978-2-89485-400-6)
- René Forget, Eugénie, t. 2 : Eugénie de Bourg-Royal, Montréal, Éditions Michel Brûlé, 2007, 496 p. (ISBN 978-2-89485-372-6)
- René Forget, Eugénie, t. 1 : Eugénie, Fille du Roy, Montréal, Éditions Michel Brûlé, 2006, 512 p. (ISBN 978-2-89485-363-4)
- Lyne Laverdière, Une histoire d'elles : filles du roy, Trois-Rivières, Éditions d'art Le Sabord, 2005, 282 p. (ISBN 2-922685-38-1)
- Elise Dallemagne-Cookson (trad. de l'anglais par Réal Beaudet), Marie Grandin : fille du roi, Sillery, Association des familles Beaudet, 2005, 399 p. (ISBN 2-9808919-0-8)
- Françoise Lepeltier, Marguerite et la Nouvelle France, vol. 2 : Les Canadiennes, Paris, Plon, 2005, 320 p. (ISBN 2-259-19903-8)
- Françoise Lepeltier, Marguerite et la Nouvelle France, vol. 1 : Les bâtisseuses, Paris, Plon, 2004, 332 p. (ISBN 2-259-19902-X)
- Renée Blanchet, Marguerite Pasquier, fille du Roy : chronique de la Neufve-France, Montréal, Éditions Varia, 1999, 231 p. (ISBN 2-922245-18-7)
- Nicole Macé (trad. du norvégien par Nicole Macé), Voyage en terre inconnue [« Reise gjennom ukjent land »], Montréal, L'Hexagone, 1999, 233 p. (ISBN 2-89006-627-4)
- Nicole Macé (trad. du norvégien par Nicole Macé), Marie Carduner, Fille du Roy : roman trad. du norvégien par l'auteur [« Kongens døtre »], Montréal, L'Hexagone, 1997, 164 p. (ISBN 2-89006-589-8)
- Suzanne Martel, Jeanne, fille du Roy (roman), Montréal, Éditions Fides, 1999 (1re éd. 1974), 254 p. (ISBN 2-7621-2218-X, lire en ligne)
- Gabriel Nadeau, La Fille du roy : conte drôlatique, Trois-Rivières, Éditions du Bien public, 1954, 103 p.
- Pierre Benoît, Martine Juillet, Fille du Roi, Montréal, Éditions Fides, 1945, 322 p.